# Италийские языки
Итали́йская языкова́я ве́твь — группа языков индоевропейской языковой семьи, которые получили распространение на территории современной Италии. По данным глоттохронологии, праиталийский язык отделился от праиндоевропейского ранее середины 3-го тыс. до н. э. За исключением латинского языка, все языки данной группы известны неполно и фрагментарно. Собственно италийские языки являются мёртвыми, однако от латыни произошли все существующие романские языки.

## История
Италики (носители праиталийского языка и его потомков) пришли с севера на Апеннинский полуостров во 2-м тысячелетии до н. э.. Отмечаются две волны — более ранняя (латино-фалискские языки, включая ушедший далеко на юг сикульский язык) и более поздняя (оскско-умбрские языки). Ранее было принято отождествлять первую волну с культурой террамар, вторую с культурой Протовилланова; современные археологи указывают на более сложные процессы.
Латинским языком пользовалось первоначально племя латинов, населявшее область Лаций в средней части Италии с центром (с VIII века до н. э.) в Риме. Этот язык постепенно распространялся за пределы Рима вместе с ростом могущества этого государства, вытесняя, начиная с IV—III веков до н. э., языки других италийских племён, а также языки иллирийский, мессапский и венетский и др. Латинизация Апеннинского полуострова (за исключением юга Италии и Сицилии, где сохранялось господство греческого языка) в основном закончилась к I веку до нашей эры. Дальнейшие завоевания рабовладельческого Рима привели к распространению латинского языка на севере Африки, в Испании, Галлии, прирейнской Германии, Реции, Паннонии и Дакии, к романизации многих населявших эти территории народов.
В истории латинского языка античного времени выделяют несколько периодов:
- От архаического периода сохранилось несколько надписей VI—IV века до н. э., фрагменты древнейших законов, отрывки из сакрального гимна салиев, гимн арвальских братьев.
- В доклассический период (III—II века до н. э.) происходит становление на основе диалекта Рима литературного латинского языка (комедии Плавта и Теренция, сельскохозяйственный трактат Катона Старшего, фрагменты произведений ряда др. авторов).
- Особо выделяется период классической («золотой») латыни (I век до н. э.; развитие лексики, становление терминологии, устранение старых морфологических дублетов; расцвет литературы: Цицерон, Цезарь, Саллюстий, Вергилий, Гораций, Овидий).
- В период послеклассической («серебряной») латыни окончательно складываются фонетическая, морфологическая и орфографическая нормы.

Период поздней латыни (II—VI века) характеризуется разрывом между письменным и народно-разговорным языком: ускорилась региональная дифференциация народной латыни, началось формирование на её базе романских языков, окончательно обособившихся к IX веку; письменная латынь продолжала долгое время использоваться в административной сфере, религии, дипломатии, торговле, школе, медицине, науке, литературе, остаётся языком Римско-католической церкви и официальным языком Ватикана. Она стала (вместе с греческим языком) ценнейшим достоянием человечества.
Общие и специфические свойства италийских языков:
- в фонетике: наибольшая архаичность оскского (по сравнению с латинским и умбрским), проявившаяся в сохранении во всех позициях старых дифтонгов ai, oi, ei, ou, в отсутствии ротацизма, отсутствии сибилянтов, в развитии kt > ht; разная трактовка индоевропейских kw и gw (латинские qu и v, оскско-умбрские p и b); в последних сохранение s перед носовыми сонантами и отражение индоевропейских *dh и *bh как f; силовое начальное ударение (в латинском оно в историческую эпоху перестроилось), повлёкшее за собой синкопу и сокращение гласных неударных слогов;
- в морфологии: 5 склонений и 4 спряжения; редупликация и удлинение корневого гласного; сохранение локатива в оскско-умбрском; различия в образовании будущего времени, перфекта и инфинитива; употребление послелогов в оскско-умбрском;
- в синтаксисе: много схождений; в оскско-умбрском чаще употребляются безличные конструкции, паратаксис, партитивный генитив, генитив времени и генитив отношения;
- в лексике: значительное число лексем из индоевропейского фонда; наличие слов, характерных только для западного ареала индоевропейской языковой общности; наличие в оскско-умбрских лексем, не имеющих соответствия в латыни; заимствования из этрусского и др., неизвестных доиндоевропейских языков Италии, большое число заимствований из греческого.

## Итало-кельтская гипотеза
Антуан Мейе высказал гипотезу об особой близости к италийским языкам языков кельтских. Предполагалось, что до переселения италийских племён на Апеннинский полуостров на юге Центральной Европы существовала единая итало-кельтская языковая общность. Из современных лингвистов эту идею поддерживают и развивают, в частности, Фредерик Кортландт и Петер Схрейвер. Иногда к той же языковой общности относят древний лигурийский и лузитанский языки, о которых, впрочем, мало что известно. Вместе с тем Калверт Уоткинс (1966) и многие другие специалисты, признавая наличие общих черт у кельтских и италийских языков, объясняют их не первоначальной общностью этих языков, а длительным контактом друг с другом.
Ряд немецких и нидерландских лингвистов рассматривают как италийские (или их ближайших родственников) группу племён, обитавших на территории Нидерландов до прихода туда германцев и кельтов и (частично) ассимилированных ими. Эта гипотетическая группа племён и наречий получила название «северо-западный блок». В российской лингвистике активным сторонником данной гипотезы является Юрий Кузьменко.

## Классификация
Италийские языки делятся на две ветви:
- оскско-умбрская (сабельская, или P-италийская), включающая:

- оскский
- умбрская группа, включающая:

- умбрский
- вольский
- марсийский

- южнопиценский, см. пицены
- сабинский, см. сабины

- латино-фалискская (Q-италийская), включающая:

- фалискский
- романские языки

- латинский, предок всех остальных романских языков

- эквский, вестинский языки (вероятно, отдельные ветви)

Гипотетически, к числу италийских языков мог относиться и сикульский язык (последний относят к латино-фалискской группе), однако он засвидетельствован лишь краткими и фрагментарными надписями. Дискуссионной является гипотеза о принадлежности к италийским языкам лузитанского языка, противоположная точка зрения — отнесение лузитанского к кельтским языкам, доминирующая — выделение лузитанского языка в собственную группу, примерно в равной степени близкую как италийской, так и кельтской группе.
Часть лингвистов относит к италийским языкам также и древний венетский язык; другие относят его к отдельной группе в связи с наличием черт, отсутствовавших во всех прочих италийских языках (в частности, личные местоимения обнаруживают сходство с германскими).

### P-италийские и Q-италийские языки
Аналогично кельтским языкам, италийские языки также делятся на P- и Q-группы в зависимости от судьбы праиндоевропейского *kw. В языках оскско-умбрской ветви *kw дало p, в языках латино-фалискской ветви сохранилось (латинское qu [kw]) или упростилось в w (лат. uapor «пар» < праинд.*kʷapor-) .

## Латино-фалискская группа
Латино-фалискскую группу образуют романские языки латинский, фалискский и, предположительно, сикульский. Древнейшие фалискские тексты датируются VII—VI веками до н. э. В основном они содержат ономастику, подвергшуюся сильному этрусскому воздействию. В отличие от латинского, в фалискском сохранились неизменными гласные серединных слогов, ряд древних окончаний, но монофтонгизация дифтонгов ai, au произошла раньше; индоевропейские инлаутные *-dh-, *-bh- перешли в -f- (в латинском в -d-(-b-) и -b-). На долю латинского языка выпала особая историческая миссия, и он наиболее хорошо изучен по сравнению с другими италийскими языками.

## Оскско-умбрская группа
Оскско-умбрская ветвь включает оскский и умбрский языки. Оскский представлял собой совокупность родственных диалектов или языков, на которых говорили сабельские племена (пелигны, вестины, марруцины, самниты и др.). Ведущую роль играл язык кампанских осков, на котором писались официальные документы. Оскские памятники датируются V веком до н. э. — I веком н. э. Памятники умбрского языка относятся к III—I векам до н. э. К этому языку близко стоит язык вольсков (Игувинские таблицы, III—I века до н. э.). Из-за скудости данных не идентифицируется достаточно надёжно сикульский язык (несколько надписей, небольшое число глосс и собственных имён), а также языки моргетов, энотров, опиков, авзонов и др. Некоторые исследователи сикуло-авзонийский выделяют в особую ветвь, другие связывают авзонийский (опико-сикульский) с латинским или умбрским. Не определено место южнопиценского языка. Экспансия латинского Рима повлекла за собой романизацию (и латинизацию) всех италийских племён. Дольше всех оставался живым оскский язык (до I века н. э.).
Оско-умбрские языки (а также венетский), по сравнению с латино-фалискской ветвью, обнаруживают значительно большее сходство с германскими языками в плане лексики и фонологических инноваций.